# Live to Rise
Live to Rise – singel amerykańskiego zespołu muzycznego Soundgarden, opublikowany 17 kwietnia 2012 nakładem wytwórni Hollywood. Czas trwania wynosi 4 minuty i 40 sekund. Autorem kompozycji jest wokalista i gitarzysta Chris Cornell. „Live to Rise” napisany został na potrzeby ścieżki dźwiękowej do filmu Avengers w reżyserii Jossa Whedona, która wydana została 1 maja 2012.  

## Lista utworów na singlu
singel CD (BVPR003932):
| Nr | Tytuł utworu                    | Tekst         | Muzyka        | Długość |
| -- | ------------------------------- | ------------- | ------------- | ------- |
| 1. | „Live to Rise” (wersja radiowa) | Chris Cornell | Chris Cornell | 4:01    |
| 2. | „Live to Rise”                  | Chris Cornell | Chris Cornell | 4:40    |

## Notowania
| Lista (2012)                                                | Pozycja |
| ----------------------------------------------------------- | ------- |
| Alternative Songs (Stany Zjednoczone)                       | 12      |
| Billboard Canadian Hot 100 (Kanada)                         | 69      |
| Billboard Hot Rock Songs (Stany Zjednoczone)                | 4       |
| Bubbling Under Hot 100 Singles (Stany Zjednoczone)          | 10      |
| Lista przebojów Programu Trzeciego (Polska)                 | 4       |
| Mainstream Rock Songs (Stany Zjednoczone)                   | 1       |
| UK Rock & Metal Singles and Albums Charts (Wielka Brytania) | 11      |

## Twórcy
Opracowano na podstawie materiału źródłowego:
Soundgarden
- Chris Cornell – śpiew, gitara rytmiczna
- Kim Thayil – gitara prowadząca
- Ben Shepherd – gitara basowa
- Matt Cameron – perkusja

Produkcja
- Producent muzyczny: Adam Kasper, Soundgarden
- Inżynier dźwięku: Nathan Yaccino, Sam Hofstedt
- Miksowanie: Joe Barresi

- Aranżacja: Chris Cornell
- Tekst utworu: Chris Cornell